# 1979年萨尔瓦多政变
1979年萨尔瓦多政变发生于1979年10月15日。政变推翻了萨尔瓦多总统卡洛斯·胡伯托·罗梅罗，成立了萨尔瓦多革命执政委员会（JRG），导致了萨尔瓦多内战开始。
这场政变的发动是为了防止政府被左派推翻，以免重蹈尼加拉瓜一个月前的覆辙。